# Kapı
Kapı (türkisch für Türe/Tor) ist ein Ortsteil (Mahalle) im Landkreis Karataş der türkischen Provinz Adana mit 268 Einwohnern (Stand: Ende 2024). Im Jahr 2011 hatte der Ort 324 Einwohner.